# QTV (텔레비전 채널)
QTV는 대한민국의 케이블 방송 채널로, 1995년 3월 1일 다큐멘터리 채널이었던 Q채널이 전신이다. 
JMNET의 자회사인 IS PLUS 방송부문과 글로벌 미디어 그룹 타임워너의 자회사인 터너 브로드캐스팅 시스템의 조인트 벤처 채널로 재정비되면서 2009년 7월 11일부터 2016년 2월 29일까지 론칭이 되었다. 자체 프로그램과 국내 지상파와 해외에서 방송했던 예능 프로그램을 주로 방송을 하였다.
2016년 3월 1일부터 연예 전문 채널 JTBC2로 재개국하였다.

## 연혁
- 1993년 8월 : 케이블TV 프로그램 공급사 (PP) 채널 선정 (교양다큐분야)
- 1995년 3월 : Q채널 개국
- 1996년 4월 : 제1회 서울다큐멘터리영상제 개최
- 1999년 9월 : 중앙방송 주식회사 법인출범과 더불어 채널 리론칭
- 2002년 3월 : Q채널 국내위성방송 스카이라이프 개국
- 2008년 12월 : 중앙일보와 미국 터너 브로드캐스팅 양사 전략적 제휴, Q채널에 IS PLUS와 터너 합작 투자
- 2009년 1월 : 중앙미디어큐채널유한회사 법인 설립
- 2009년 7월 : Q채널에서 QTV로 채널명 변경
- 2009년 9월 : 스카이라이프 채널 번호 278번으로 변경
- 2010년 1월 : 스카이라이프 HD 채널 116번 론칭

## 종영 프로그램
- 김완선의 별
- The Moment of Truth KOREA (진행 : 김구라 / 시즌 1 : 2009년 7월 11일 ~ 9월, 시즌 2 : 2010년 1월 9일 ~ 3월)
- 러브 택시 (진행 : 정준하)
- 맘 vs 맘 엄마를 바꿔라
- 예스 ! CHEF (진행 : 에드워드 권)
- 더 포토그래퍼 (진행 : 유선, 김진표, 이병진)
- 열혈기자 (진행 : 정은아)
- 왕관은 내꺼야 (진행 : 정준하, 정형돈)
- 20세기 차트쑈 소년중앙 (진행 : 붐)
- 연예반란 - 내 애인을 부탁해 (진행 : 김창렬, 김정민)
- 이판삼판 (진행 : 유세윤, 유상무, 장동민)
- 비하인드 (시즌 1  - 2009년 7월 ~ 10월 / 진행 : 윤형빈, 시즌 2 - 2010년 3월 ~ 5월 / 진행 : 조연우)
- 바나나 (진행 : 김신영, 정재용)
- 순위 정하는 여자 (진행 : 이휘재, 데니안 / 패널 : 이인혜, 김새롬, 김현숙, 김혜진, 김정민, 차현정, 에이미, 신지)
- 7번가의 기적 (진행: 신동엽 / 패널 : 허준, 김영철, 정주리, 한지우, BTOB (이민혁, 육성재), She'z (진아, 태연), 최송현)
- 다이아몬드 걸 시즌 1 (진행: 이휘재, 붐 / 패널 : 최홍만, 윤정수, 강예빈, 한민관, 양세형, 마르코, 홍석천, 김경진, 장도연, 낸시 랭)
- 다이아몬드 걸 시즌 2 (진행: 이휘재, 붐 / 패널 : 천명훈, 박재민, 박지우, 조세호, 남창희, 조향기, 박지윤, 홍록기, 정주리, 허안나, 강예빈, 양세형, 마르코, 홍석천)
- 여자만세 (출연 : 이경실, 정선희, 정시아, 김신영, 고은미, 전세홍, 간미연)
- 예스! CHEF 시즌 2 (진행: 에드워드 권)
- 수미옥 (진행: 김수미)
- 조갑경의 돈돈돈 (진행: 조갑경)
- 죽쑤는 여자 죽지 않는 남자 (진행: 김옥정, 하하)
- 강예빈의 불나방 (진행: 강예빈)
- 어럽쇼 (진행: 정형돈, 변기수, 양상국, 박성광, 김원효, 샘 해밍턴)
- 20세기 미소년 (진행: 문희준, 토니안, 은지원, 데니안, 천명훈)
- 미소년 통신 (진행: 문희준, 은지원, 데니안, 천명훈)
- 신동엽과 순위 정하는 여자 (진행: 신동엽)
- 리얼메이트
- 옷장의 요정 (진행 : 낸시 랭, 파비앙, 군조, 김명훈, 장수원, 윤영미, 박춘화, 김윤택)
- 영웅들